# Puchar Europy Mistrzów Klubowych w piłce siatkowej (1981/1982)
Puchar Europy Mistrzów Krajowych 1981/1982 – 23. sezon Pucharu Europy Mistrzów Krajowych rozgrywanego od 1959 roku, organizowanego przez Europejską Konfederację Piłki Siatkowej (CEV) w ramach europejskich pucharów dla męskich klubowych zespołów siatkarskich „starego kontynentu”.

## System rozgrywek
- W fazie kwalifikacyjnej i w dwóch rundach fazy głównej drużyny rozgrywały ze sobą dwumecz, z którego lepsza awansowała dalej. O awansie decydowały kolejno: liczba wygranych meczów, liczba wygranych setów, liczba zdobytych małych punktów.
- Do turnieju finałowego awansowały 4 zespoły. Rozegrały one pomiędzy sobą po jednym spotkaniu. Zwycięzca otrzymywał 2 punkty, natomiast przegrany - 1 punkt. Zwycięzcą został klub, który po rozegraniu wszystkich meczów turnieju finałowego zdobył najwięcej punktów.

## Drużyny uczestniczące
| Państwo        | Drużyna                    |
| -------------- | -------------------------- |
| Anglia         | Speedwell Bristol          |
| Austria        | Tyrolia Wiedeń             |
| Belgia         | Hörmann VC                 |
| Bułgaria       | CSKA Sofia                 |
| Chorwacja      | Mladost Zagrzeb            |
| Czechosłowacja | Červená hviezda Bratysława |
| Dania          | Gladsaxe                   |
| Francja        | AS Cannes Volley-Ball      |
| Grecja         | Olympiakos Pireus          |
| Hiszpania      | Son Amar Palma Majorka     |
| Islandia       | Thróttur Reykjavík         |
| Izrael         | Hapoel Ha-Mapil            |
| Holandia       | Voorronde Verbunt VVC      |
| Luksemburg     | Aris Bonnevoie             |
| Niemcy         | SSF Bonn                   |
| Norwegia       | KFUM/Oslo                  |
| Portugalia     | SL Benfica                 |
| Rumunia        | Dinamo Bukareszt           |
| Szwajcaria     | Servette Genewa            |
| Szwecja        | Lidingö SK                 |
| Turcja         | Eczasibasi Stambuł         |
| Węgry          | Budapest Honvéd            |
| Włochy         | Robe di Kappa CUS Torino   |
| ZSRR           | CSKA Moskwa                |

## Runda wstępna
| Data | Drużyna 1              | Wynik | Drużyna 2              | Sety                           |
| ---- | ---------------------- | ----- | ---------------------- | ------------------------------ |
|      | Voorronde Verbunt VVC  | 3:1   | Lidingö SK             | 15:9, 5:15, 15:8, 15:5         |
|      | Lidingö SK             | 2:3   | Voorronde Verbunt VVC  | 15:9, 13:15, 11:15, 15:8, 9:15 |
|      |                        |       |                        |                                |
|      | Mladost Zagrzeb        | 3:0   | Son Amar Palma Majorka | 15:13, 15:6, 15:5              |
|      | Son Amar Palma Majorka | 3:1   | Mladost Zagrzeb        | 15:4, 4:15, 15:2, 15:4         |
|      |                        |       |                        |                                |
|      | Gladsaxe               | 1:3   | Hormann VC             | 9:15, 16:18, 15:9, 4:15        |
|      | Hormann VC             | 3:0   | Gladsaxe               | 15:7, 15:6, 15:8               |
|      |                        |       |                        |                                |
|      | Thróttur Reykjavík     | 0:3   | KFUM/Oslo              | 12:15, 7:15, 11:15             |
|      | KFUM/Oslo              | 3:2   | Thróttur Reykjavík     | 15:7, 7:15, 15:5, 13:15, 15:13 |
|      |                        |       |                        |                                |
|      | Tyrolia Wiedeń         | 1:3   | Honvéd Budapeszt       | 10:15, 10:15, 15:13, 10:15     |
|      | Honvéd Budapeszt       | 3:0   | Tyrolia Wiedeń         | 15:12, 15:5, 15:12             |
|      |                        |       |                        |                                |
|      | SL Benfica             | 0:3   | Olympiakos Pireus      | 11:15, 9:15, 3:15              |
|      | Olympiakos Pireus      | 3:0   | SL Benfica             | 15:3, 15:7, 15:5               |
|      |                        |       |                        |                                |
|      | Aris Bonnevoie         | 0:3   | SSF Bonn               | 4:15, 6:15, 4:15               |
|      | SSF Bonn               | 3:0   | Aris Bonnevoie         | 15:5, 15:3, 15:4               |
|      |                        |       |                        |                                |
|      | Servette Genewa        | 3:1   | Speedwell              | 9:15, 15:8, 15:6, 15:3         |
|      | Speedwell              | 0:3   | Servette Genewa        | 9:15, 12:15, 12:15             |
|      |                        |       |                        |                                |
|      | Hapoel Ha-Mapil        | 0:3   | AS Cannes Volley-Ball  | 7:15, 11:15, 11:15             |
|      | AS Cannes Volley-Ball  | 3:0   | Hapoel Ha-Mapil        | 15:11, 17:15, 15:12            |

## I runda
| Data | Drużyna 1                  | Wynik | Drużyna 2                  | Sety                           |
| ---- | -------------------------- | ----- | -------------------------- | ------------------------------ |
|      | CSKA Sofia                 | 3:0   | Dinamo Bukareszt           | 15:9, 15:13, 15:9              |
|      | Dinamo Bukareszt           | 3:0   | CSKA Sofia                 | 15:5, 15:12, 15:7              |
|      |                            |       |                            |                                |
|      | Voorronde Verbunt VVC      | 3:0   | Eczacıbaşı Stambuł         | 15:3, 15:4, 15:5               |
|      | Eczacıbaşı Stambuł         | 3:2   | Voorronde Verbunt VVC      | 8:15, 11:15, 15:12, 15:8, 15:5 |
|      |                            |       |                            |                                |
|      | CSKA Moskwa                | 3:0   | Mladost Zagrzeb            | 15:10, 15:8, 15:7              |
|      | Mladost Zagrzeb            | 1:3   | CSKA Moskwa                | 15:6, 1:15, 6:15, 9:15         |
|      |                            |       |                            |                                |
|      | Hormann VC                 | 3:0   | KFUM/Oslo                  | 15:10, 15:4, 15:3              |
|      | KFUM/Oslo                  | 0:3   | Hormann VC                 | 2:15, 6:15, 2:15               |
|      |                            |       |                            |                                |
|      | Pieksämäen NMKY            | 3:0   | Honvéd Budapeszt           | 15:3, 15:8, 15:13              |
|      | Honvéd Budapeszt           | 3:0   | Pieksämäen NMKY            | 15:12, 15:9, 15:12             |
|      |                            |       |                            |                                |
|      | Olympiakos Pireus          | 3:0   | SSF Bonn                   | 15:8, 15:5, 15:8               |
|      | SSF Bonn                   | 3:1   | Olympiakos Pireus          | 14:16, 15:9, 15:9, 15:7        |
|      |                            |       |                            |                                |
|      | Servette Genewa            | 0:3   | Červená hviezda Bratysława | 3:15, 12:15, 9:15              |
|      | Červená hviezda Bratysława | 3:0   | Servette Genewa            | 15:5, 15:6, 15:5               |
|      |                            |       |                            |                                |
|      | AS Cannes Volley-Ball      | 2:3   | Robe di Kappa CUS Torino   | 12:15, 10:15, 15:9, 15:7, 8:15 |
|      | Robe di Kappa CUS Torino   | 3:0   | AS Cannes Volley-Ball      | 15:9, 15:4, 15:13              |

## II runda
| Data  | Drużyna 1                  | Wynik | Drużyna 2                  | Sety                             |
| ----- | -------------------------- | ----- | -------------------------- | -------------------------------- |
| 07.01 | Dinamo Bukareszt           | 3:0   | Voorronde Verbunt VVC      | 15:8, 15:10, 16:14               |
| 13.01 | Voorronde Verbunt VVC      | 3:2   | Dinamo Bukareszt           | 6:15, 13:15, 15:11, 15:13, 15:13 |
|       |                            |       |                            |                                  |
| 07.01 | CSKA Moskwa                | 3:0   | Hormann VC                 | 15:6, 15:7, 15:10                |
| 13.01 | Hormann VC                 | 0:3   | CSKA Moskwa                | 8:15, 6:15, 8:15                 |
|       |                            |       |                            |                                  |
| 07.01 | Pieksämäen NMKY            | 3:2   | Olympiakos Pireus          | 17:19, 1:15, 15:5, 15:12, 15:4   |
| 13.01 | Olympiakos Pireus          | 3:0   | Pieksämäen NMKY            | 15:3, 15:9, 15:10                |
|       |                            |       |                            |                                  |
| 06.01 | Červená hviezda Bratysława | 1:3   | Robe di Kappa CUS Torino   | 8:15, 15:11, 12:15, 11:15        |
| 13.01 | Robe di Kappa CUS Torino   | 3:1   | Červená hviezda Bratysława | 15:12, 16:18, 15:13, 16:14       |

## Turniej finałowy
Tabela
| Lp. | Drużyna                  | Pkt | Mecze | Mecze | Mecze | Sety | Sety | Sety  | Małe punkty | Małe punkty | Małe punkty |
| Lp. | Drużyna                  | Pkt | M     | W     | P     | wyg. | prz. | ratio | zdob.       | str.        | ratio       |
| --- | ------------------------ | --- | ----- | ----- | ----- | ---- | ---- | ----- | ----------- | ----------- | ----------- |
| 1   | CSKA Moskwa              | 6   | 3     | 3     | 0     | 9    | 1    | 9.000 | 147         | 102         | 1.441       |
| 2   | Robe di Kappa CUS Torino | 5   | 3     | 2     | 1     | 7    | 4    | 1.750 | 140         | 114         | 1.228       |
| 3   | Dinamo Bukareszt         | 4   | 3     | 1     | 2     | 4    | 7    | 0.571 | 133         | 138         | 0.964       |
| 4   | Olympiakos Pireus        | 3   | 3     | 0     | 3     | 1    | 9    | 0.111 | 83          | 149         | 0.557       |

Wyniki
| Data  | Drużyna 1                | Wynik | Drużyna 2                | Sety                     |
| ----- | ------------------------ | ----- | ------------------------ | ------------------------ |
| 20.02 | CSKA Moskwa              | 3:0   | Dinamo Bukareszt         | 17:15, 15:11, 15:9       |
| 20.02 | Robe di Kappa CUS Torino | 3:0   | Olympiakos Pireus        | 15:9, 15:4, 15:7         |
|       |                          |       |                          |                          |
| 21.02 | Robe di Kappa CUS Torino | 3:1   | Dinamo Bukareszt         | 8:15, 15:11, 15:8, 15:5  |
| 21.02 | CSKA Moskwa              | 3:0   | Olympiakos Pireus        | 15:10, 15:12, 15:3       |
|       |                          |       |                          |                          |
| 22.02 | CSKA Moskwa              | 3:1   | Robe di Kappa CUS Torino | 15:10, 15:3, 9:15, 16:14 |
| 22.02 | Dinamo Bukareszt         | 3:1   | Olympiakos Pireus        | 14:16, 15:5, 15:10, 15:7 |

## Klasyfikacja końcowa
| Miejsce | Drużyna                  |
| ------- | ------------------------ |
| złoto   | CSKA Moskwa              |
| srebro  | Robe di Kappa CUS Torino |
| brąz    | Dinamo Bukareszt         |
| 4.      | Olympiakos Pireus        |